# Divji pelin
Divji pelin (znanstveno ime Artemisia campestris) je trajnica, ki je razširjena tudi v Sloveniji.

## Opis
Divji pelin ima zeljnato steblo, ki zraste v višino med 100 in 150 cm ter ima suličasto zarezane pernato deljene liste, ki so po zgornji strani temno zelene barve, po spodnji strani pa so poraščeni z gostimi, kratkimi belimi dlačicami. Korenika je delno olesenela in se na koncu deli na več manjših korenin. Znotraj je bele barve in ima vonj po zemlji. Cvetovi so zbrani v grozdasta socvetja..

## Zdravilne lastnosti
Divji pelin ima podobne zdravilne lastnosti kot druge vrste pelina, le da je v divjem pelinu manj grenčin.